# Pedro Henrique d'Orléans-Bragance
Pour les articles homonymes, voir Pierre d'Orléans-Bragance (homonymie).
Succession
Prétendant au trône du Brésil
(branche de Vassouras)
14 novembre 1921 – 5 juillet 1981
(59 ans, 7 mois et 21 jours)
Signature
Pedro Henrique de Orleans e Bragança, prince du Grão-Pará puis prince impérial du Brésil, est né le 13 septembre 1909, à Boulogne-Billancourt, en France, et est mort le 5 juillet 1981, à Vassouras, au Brésil. De 1921 à 1981, il est l'aîné des princes de la branche de Vassouras de la maison d'Orléans-Bragance et, en tant que tel, l'un des deux chefs possibles de la maison impériale du Brésil.

## Famille

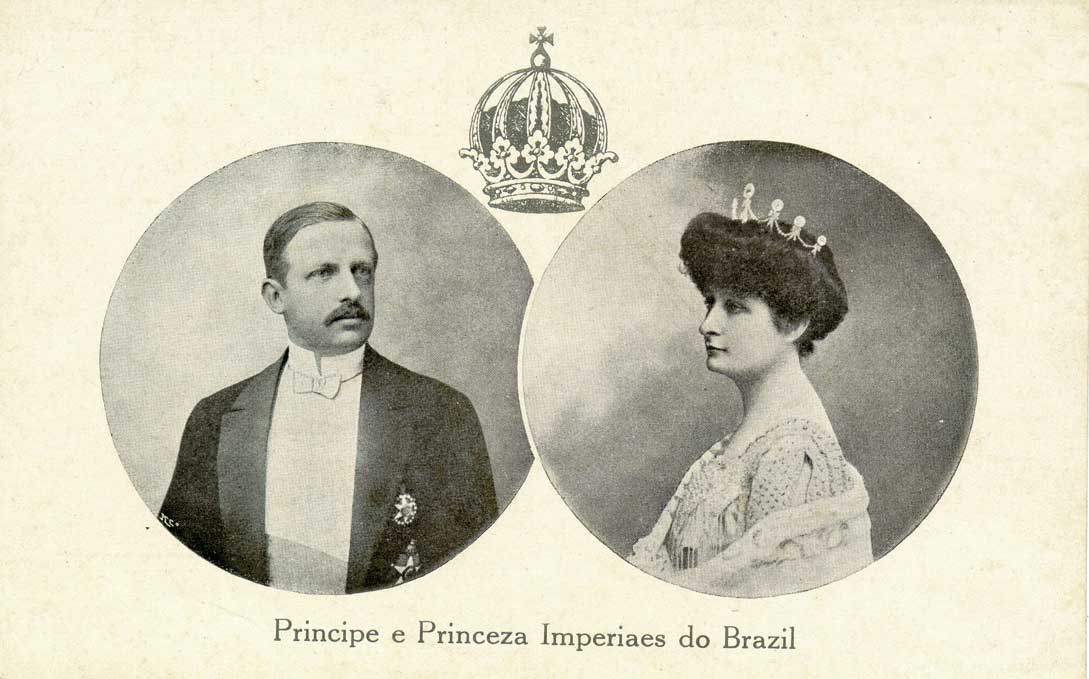
Luiz de Orléans e Bragança et son épouse, parents du prince Pedro Henrique.

Pedro Henrique de Orleans e Bragança est le fils aîné de Louis d'Orléans-Bragance (1878-1920), prince du Grão Para après la renonciation de son frère Pierre d'Orléans-Bragance à la succession au trône du Brésil en 1908, et de la princesse Marie-Pie de Bourbon-Siciles (1878-1973).
Par son père, le prince est donc l’arrière-petit-fils de l’empereur Pierre II (1825-1891) tandis que, par sa mère, il est l’arrière-petit-fils du roi Ferdinand II des Deux-Siciles (1810-1859).
Le prince Pedro Henrique épouse civilement à Leutstetten, près Starnberg, le 17 août 1937, puis religieusement au château de Nymphenburg le 19 août suivant, la princesse Marie-Élisabeth de Bavière (1914-2011). La jeune femme est la fille aînée du prince François de Bavière et de son épouse la princesse Isabelle-Antoinette de Croÿ. Par son père, Marie est donc la petite-fille de l’ancien roi Louis III de Bavière (1845-1921).

### Postérité
Le couple a douze enfants, qualifiés des prédicats d'altesse impériale et royale, pour l'héritier, et d'altesses royales pour les autres, sauf en cas de mariage de rang inégal ou de renonciation aux droits dynastiques, :
- Luiz de Orleans e Bragança (1938-2022), chef de la maison impériale du Brésil et l’un des deux prétendants au trône brésilien de 1981 à 2022[8]. Sans alliance ni postérité.
- Eudes de Orleans e Bragança (1939-2020[9]), qui renonce à ses droits dynastiques pour épouser, en 1967, Ana Maria de Moraes Barros (1945), avec qui il a deux enfants et dont il divorce. En secondes noces, il se remarie, en 1976, à Mercedes Neves da Rocha avec qui il aura quatre enfants :
  - Enfants de sa première union :
    - Luiz Philippe de Orleans e Bragança (né en 1969), homme politique, élu député fédéral lors de la campagne présidentielle de Jair Bolsonaro en 2018 ;
    - Ana de Orleans e Bragança (née en 1971), qui épouse en 1996 Paulo Ibrahim Mansour (né en 1962) ;

  - Enfants de sa seconde union :
    - Eudes de Orleans e Bragança (né en 1978), qui épouse en 2008 Patricia Annechino Landau (née en 1984), dont deux enfants jumeaux : Eudes (né en 2011) et Valentina (née en 2011) ;
    - Antônia de Orleans e Bragança (née en 1979), qui épouse en 2007 Eduardo de Carvalho Moreira (né en 1978), fils du sénateur César de Faria Domingues Moreira, ambassadeur du Brésil en Norvège et en Islande ;
    - Maria Francisca de Orleans e Bragança (née en 1979), qui épouse en premières noces, en 2005, Bernardo Almeida Braga Ratto (né en 1977), dont deux enfants : Lucas (né en 2007) et Maria (née en 2010), divorce en 2013, puis qui épouse en secondes noces, en 2017, Michael Anthony Whyte (né en 1978), dont une fille : Lia (née en 2018) ;
    - Guy de Orleans e Bragança (né en 1985), qui épouse en 2017 Amanda Gabriel São Clemente de Azevedo, dont un fils : Francisco (né en 2019).
- Bertrand de Orleans e Bragança (né en 1941), chef de la maison impériale du Brésil et l'un des deux prétendants au trône depuis 2022. Sans alliance ni postérité.
- Isabelle d'Orléans-Bragance (1944-2017), princesse du Brésil. Sans alliance ni postérité.
- Pedro de Orleans e Bragança (né en 1945), qui renonce à ses droits au trône pour épouser, en 1978, Maria de Fátima de Lacerda Rocha (née en 1952), dont la famille maternelle descend des barons de Arari, de noblesse brésilienne[réf. nécessaire]. D'où :
  - Maria Pia de Orleans e Bragança (née en 1975), qui épouse en 2001 Pr Rodrigo Otavio Broglia Mendes (né en 1974) ;
  - Carolina de Orleans e Bragança (née en 1978), qui épouse en 2005 Nuno de Carvalho Moreira (né en 1974), fils du sénateur César de Faria Domingues Moreira, ambassadeur du Brésil en Norvège et en Islande ;
  - Gabriel de Orleans e Bragança (né en 1980), qui épouse en 2009 Luciana de Sousa Oliveira Guaspari (née en 1981), dont un fils : Gabriel Pedro (né en 2013) ;
  - Maria de Fátima de Orleans e Bragança (née en 1988) ;
  - Manuella de Orleans e Bragança (née en 1989).
- Fernando de Orléans e Bragança (né en 1948), qui renonce à ses droits au trône pour épouser, en 1975, Maria da Graça Baere de Araújo (1952). D'où :
  - Isabel de Orleans e Bragança (née en 1978), qui épouse le 16 octobre 2009 le comte Alexandre zu Stolberg-Stolberg (1974) ;
  - Maria da Gloria de Orleans e Bragança (née en 1982) ;
  - Luiza Carolina de Orleans e Bragança (née en 1984).
- Antônio de Orleans e Bragança (1950-2024), prince du Brésil, qui épouse, en 1981, la princesse belge Christine de Ligne, (1955), sœur du prince Michel de Ligne, qui a épousé la princesse Eleonora de Orléans e Bragança, sa sœur. D'où quatre enfants, qualifiés du prédicat d'altesse royale :
  - Pedro Luiz de Orleans e Bragança (1983-2009), mort lors de l'accident du Vol Air France 447 ;
  - Amélia Maria de Orleans e Bragança (née en 1984) ;
  - Rafael de Orleans e Bragança (né en 1986) , prince du Brésil et héritier présomptif de la branche de Vassouras
  - Maria Gabriela de Orleans e Bragança (née en 1989).
- Eleonora de Orleans e Bragança (née en 1953), princesse du Brésil, qui épouse, en 1981, le prince belge Michel de Ligne (1951), frère aîné de la princesse Christine de Ligne, qui a épousé le prince Antônio de Orleans e Bragança, son frère. D'où : 
  - Alix de Ligne (née en 1984), qui épouse le 17 juin 2016 le comte Guillaume de Dampierre ;
  - Henri de Ligne (né en 1989).
- Francisco de Orleans e Bragança (né en 1955), qui renonce à ses droits au trône pour épouser, en 1980, Claudia Godinho (1954). D'où :
  - Maria Elizabeth de Orleans e Bragança (née en 1982), qui épouse en 2011 Dr Pablo Trindade de Souza (né en 1980) ;
  - Maria Thereza de Orleans e Bragança (née en 1984), qui épouse en 2017 Guilherme Zanker ;
  - Maria Eleonora de Orleans e Bragança (née en 1984).
- Alberto de Orleans e Bragança (né en 1957), qui renonce à ses droits au trône et épouse, en 1983, Maritza Ribas Bockel (1961). D'où :
  - Pedro Alberto de Orleans e Bragança (né en 1988), qui épouse le 3 juillet 2021 Alessandra Fragoso Pires, dont un fils : Arthur (2024) ;
  - Maria Beatriz de Orleans e Bragança (née en 1990) ;
  - Ana Thereza de Orleans e Bragança (née en 1995) ;
  - Antônio Alberto de Orleans e Bragança (né en 1997).
- Maria Teresa de Orleans e Bragança (née en 1959), qui renonce à ses droits au trône pour épouser, en 1995, Jan Hessel de Jong (1953). D'où :
  - Johannes Pedro Hessel de Jong (né en 1997) ;
  - Maria Pia Hessel de Jong (née en 2000).
- Maria Gabriela de Orleans e Bragança (née en 1959), qui renonce à ses droits au trône pour épouser, en 2003, Teodoro Senna Hungria de Silva Machado (né en 1952), et dont elle divorce en 2005. Sans postérité.

## Biographie

### Enfance

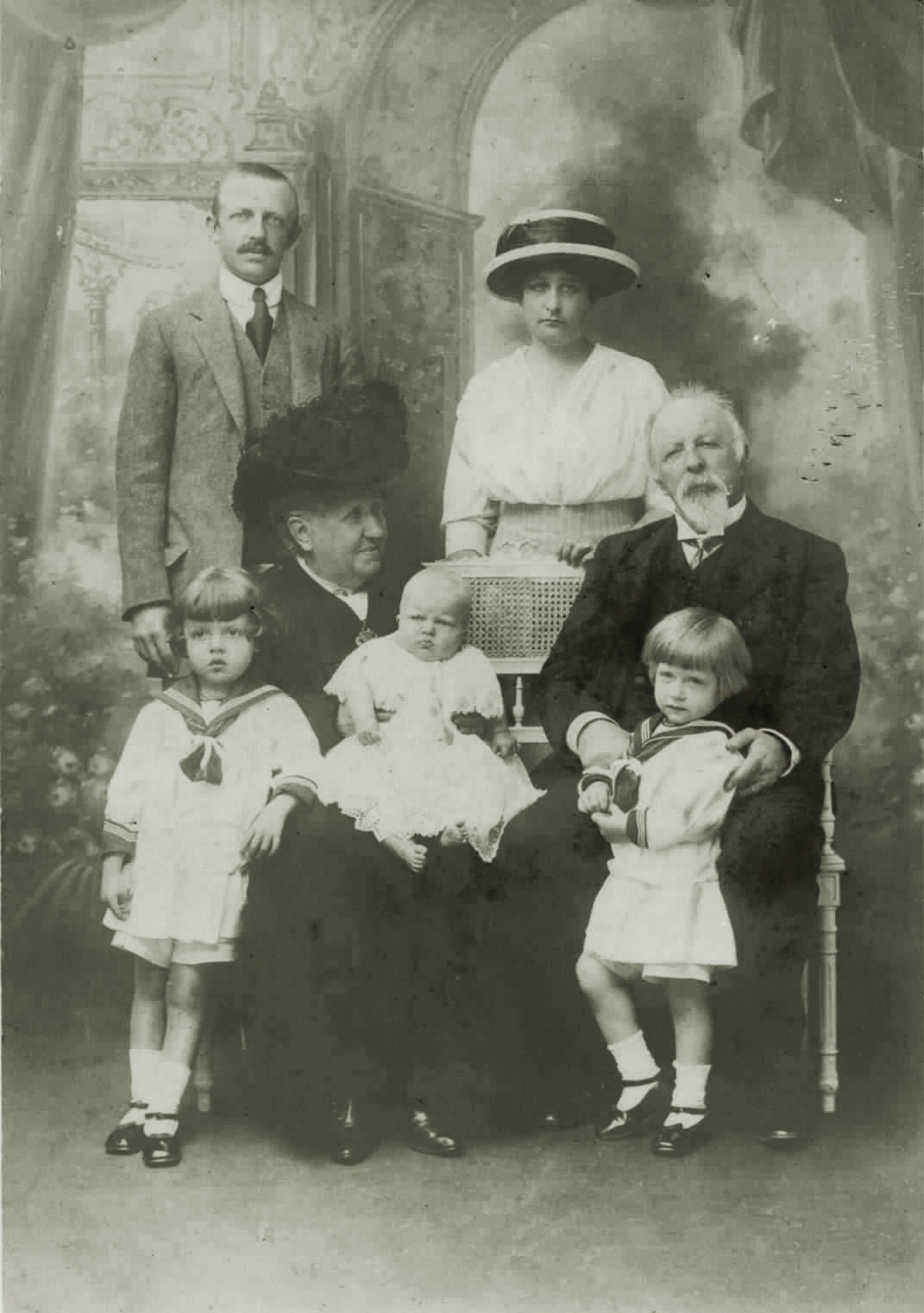
La famille impériale du Brésil en 1913. De gauche à droite, on peut voir : Luiz, prince impérial du Brésil, Pedro Henrique, prince du Grao-Para, Isabelle, princesse héritière du trône, Pia-Maria, princesse du Brésil, Maria-Pia, princesse des Deux-Siciles, Gaston d'Orléans, comte d'Eu et Luiz Gastão, prince du Brésil.

Lorsque le prince Pedro Henrique voit le jour en 1909, les Orléans-Bragance vivent sous le coup d’une loi d'exil depuis déjà 20 ans et sont donc interdits de séjour au Brésil. Après avoir séjourné quelque temps au Portugal, la famille vit donc en France depuis 1891.
Un avant la naissance de Pedro Henrique, son oncle, le prince Pierre d'Orléans-Bragance (1875-1940), renonce à ses droits sur le trône brésilien pour épouser la comtesse tchèque Élisabeth Dobrzensky de Dobrzenicz (1875-1951). Dès sa naissance, Pedro Henrique apparaît donc comme l’héritier présomptif des Orléans-Bragance et il arrive en troisième position après sa grand-mère Isabelle et son père pour succéder au titre de chef de la Maison impériale du Brésil.
Le jeune Pedro Henrique et sa famille résident tantôt au château d'Eu et tantôt en leur hôtel particulier de Boulogne-Billancourt. Pedro Henrique est d'abord éduqué par sa grand-mère et marraine, Isabel de Bragança, princesse impériale du Brésil, et par une multitude de précepteurs qui le traitent en futur empereur du Brésil.
En 1920, le prince Luiz de Orleans e Bragança, père de Pedro Henrique, meurt à Cannes, victime d’une maladie contractée dans les tranchées de l’Yser, pendant la Première Guerre mondiale. Dom Pedro Henrique est alors reconnu par une partie des monarchistes brésiliens et par l'ensemble de la famille impériale comme le nouveau prince impérial du Brésil.

### Retour au Brésil

Le président brésilien Epitácio Lindolfo da Silva Pessoa.

La même année 1920, le décret de bannissement de l'ancienne famille impériale brésilienne est révoqué par le président Epitácio Pessoa. Le comte d'Eu, grand-père de Pedro Henrique, dirige alors le retour des Orléans-Bragance dans leur pays, mais son épouse, l'ancienne héritière du trône, ne peut l'accompagner à cause de sa santé défaillante. De toute façon, après un séjour de quelques mois, l'ancienne famille impériale retourne s'installer en France.

### Chef de la famille impériale
Le 14 novembre 1921, Isabel de Bragança s'éteint au château d'Eu. Pedro Henrique de Orléans e Bragança, âgé de seulement 12 ans, lui succède alors comme chef de la famille impériale.
En 1925, le prince demande au gouvernement brésilien l'autorisation d'intégrer les forces armées de son pays, mais sa requête est rejetée et il doit rester en Europe. Pierre Henri effectue donc ses études à la Sorbonne, à Paris, où il obtient un diplôme en sciences politiques.

### Mariage
En 1937, Pedro Henrique épouse, à Munich, la princesse Marie-Élisabeth de Bavière. Le mariage est l'occasion, pour le père de la jeune femme, d'inviter plusieurs personnalités étrangères, parmi lesquelles l'ex-roi Alphonse XIII d'Espagne et la grande-duchesse Charlotte de Luxembourg, sont présentes.
Après leur mariage, Pedro Henrique et son épouse s'établissent en France. Cependant, l'entrée en guerre du Brésil aux côtés des Alliés en 1942 et la difficulté que représente, pendant la guerre, de trouver un navire neutre prêt à effectuer une traversée de l’Atlantique rendent le projet de départ impossible.

### Retour au Brésil
C’est finalement en 1945 que Pedro Henrique de Orleans e Bragança et sa famille peuvent partir s'installer au Brésil. Ils s'établissent d'abord à Petrópolis, au palais de Grão-Para, puis dans une maison du quartier du Retiro.
Dans son pays d'origine, l'ex-famille impériale jouit d'un grand prestige, ce qui lui vaut parfois d'être surveillée par le pouvoir en place. Mais dom Pedro Henrique ne s'en montre pas choqué, peut-être pour ne pas accréditer l'idée qu'il cherche à restaurer la monarchie. Malgré tout, il fait valoir sa position d'« héritier du trône » lors des crises institutionnelles que connaît son pays, comme en 1961.
En 1951, le prétendant et sa famille acquièrent un domaine, la Fazenda Santa Maria, à Jacarezinho, dans le Paraná, et ils s’y lancent dans l'agriculture. Puis, en 1965, les Orléans-Bragance retournent dans l'État de Rio de Janeiro et s'installent dans la ville de Vassouras, ancien centre caféier. C’est dans cette région que le prince réside, jusqu'à sa mort, des suites d'une hépatite, le 5 juillet 1981,. Il est inhumé dans le mausolée de la famille impériale à Vassouras.

## Controverse
Considérant comme nulle et sans valeur juridique la renonciation de son père en 1908, Pierre-Gaston d'Orléans-Bragance (1913-2007), cousin germain de Pedro Henrique et aîné de la branche de Petropolis et donc de toute la maison d'Orléans-Bragance, revendique le statut d'héritier du trône impérial brésilien de 1940 à sa mort en 2007.

## Titulature et décorations

### Titulature
Les titres portés par les membres de la maison d'Orléans-Bragance n'ont aucune existence juridique au Brésil et sont considérés comme des titres de courtoisie accordés par le prétendant au trône :
- 13 septembre 1909 - 26 mars 1920 : Son Altesse Impériale et Royale le prince du Grão-Pará, prince du Brésil, prince d'Orléans-Bragance[17]
- 26 mars 1920 - 14 novembre 1921 : Son Altesse Impériale et Royale le prince impérial du Brésil, prince d'Orléans-Bragance[17]
- 14 novembre 1921 - 5 juillet 1981 : Son Altesse Impériale et Royale le prince et chef de la maison impériale du Brésil, prince d'Orléans-Bragance[17]

### Décorations dynastiques
- Grand maître de l'ordre de la Croix du Sud (maison d'Orléans et Bragance, 14 novembre 1921)[17]
- Grand maître de l'ordre de Pierre Ier (maison d'Orléans et Bragance, 14 novembre 1921)[17]
- Grand maître de l'ordre de la Rose (maison d'Orléans et Bragance, 14 novembre 1921)[17]
- Grand maître de l'ordre du Christ (maison d'Orléans et Bragance, 14 novembre 1921)[17]
- Grand maître de l'ordre impérial de Saint-Jacques de l'Épée (maison d'Orléans et Bragance, 14 novembre 1921)[17]
- Grand maître de l'ordre de Saint-Benoît d'Aviz (maison d'Orléans et Bragance, 14 novembre 1921)[17]
- Bailli Grand-croix de justice avec collier de l'ordre sacré et militaire constantinien de Saint-Georges (maison de Bourbon-Siciles)[17]
- Bailli grand-croix d'honneur et de dévotion avec croix de profession ad honorem de l'ordre souverain de Malte (1974)[17]